# 최소 잔류 시간 우선 스케줄링

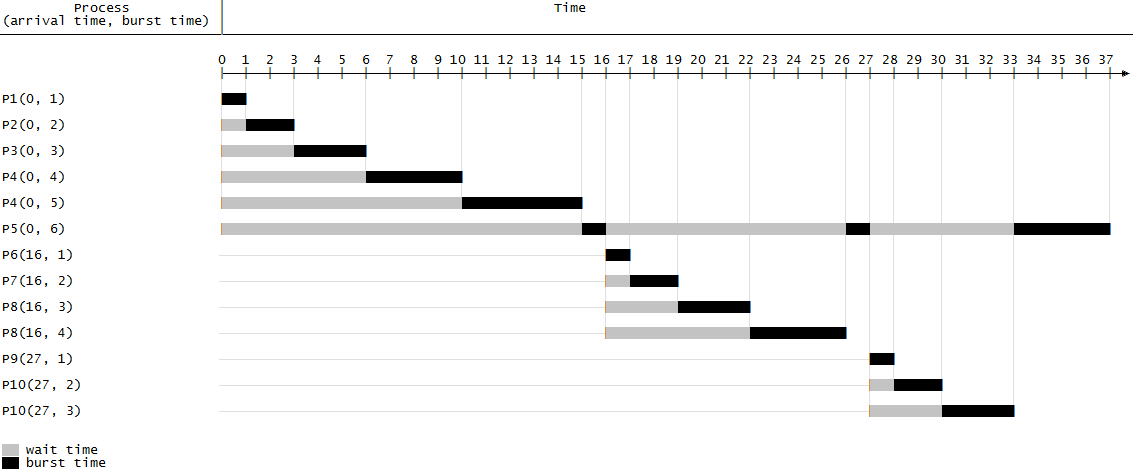
실행 중인 최소 잔류 시간

최소 잔류 시간 우선 스케줄링 (shortest remaining time) 은 SJF 스케줄링을 비선점에서 선점 형태로 수정한 스케줄링 알고리즘으로 현재 작업 중인 프로세스를 중단시키고 새로 들어온 프로세스의 처리를 시작하는 방식이다. SRT 스케줄링 ,SRTF 스케줄링이라고도 한다.